# قوزلو (ماه‌نشان)
قوزلو یک روستا در ایران است که در دهستان انگوران واقع شده‌است. قوزلو ۲۷۰ نفر جمعیت دارد.